# Christopher Six
Christopher Six (Limours, 12 de dezembro de 1985) é um ginete de elite francês, medalhista olímpico.

## Carreira
Six conquistou a medalha de bronze nos Jogos Olímpicos de Verão de 2020 em Tóquio, na prova por equipes, ao lado do cavalo Totem de Brecey, e de seus companheiros Nicolas Touzaint e Karim Laghouag.